# Пасегово (Белохолуницкий район)
Пасегово — деревня в Белохолуницком районе Кировской области. Входит в состав Белохолуницкого городского поселения.

## География
Деревня находится на северо-востоке центральной части Кировской области, в юго-западной части Белохолуницкого района, на расстоянии 2 км к югу от города Белая Холуница, административного центра района. Абсолютная высота — 210 м над уровнем моря.

### Часовой пояс
Деревня Пасегово, как и вся Кировская область, находится в часовой зоне МСК (московское время). Смещение применяемого времени относительно UTC составляет +3:00.

## Население
| 2010 |
| ---- |
| 124  |

### Половой состав
По данным всероссийской переписи 2010 года, численность населения деревни составляла 124 человека (мужчины — 55, женщины — 69).

## Улицы
- ул. Западная,
- ул. Молодёжная,
- ул. Советская[5].